# František Slavíček (odbojář)
František Slavíček (11. ledna 1890 Hosín u Českých Budějovic – 24. října 1942 KT Mauthausen) byl za protektorátu ředitelem Všeobecné nemocenské pojišťovny v Praze.  Odbojovou činnost vyvíjel v rámci ilegální organizace „Jindra“, pro kterou pracoval také bývalý učitel speciálního účetnictví nemocenských pojišťoven Jan Sonnevend. Jan Sonnevend byl za protektorátu v Praze předsedou starších české pravoslavné církve, zapojil se do nekomunistického protiněmeckého odboje a sehrál významnou roli jako aktivní pomocník parašutistů tím, že byl jedním z iniciátorů jejich ukrytí v kryptě kostela v Resslově ulici.

## Život
Narodil se do rodiny traťového strážníka Martina Slavíčka a jeho manželky Terezie, roz. Reidingerové. V roce 1910 zahájil studia na Právnické fakultě Univerzity Karlovy v Praze, která úspěšně zakončil 24. února 1917.
V listopadu roku 1919 se oženil s Marií Smrčkovou.

## V odboji
JUDr. František Slavíček poskytoval potřebné dokumenty příslušníkům odboje. Zajistil falešné doklady řadě odbojářů i některým parašutistům, kteří připravovali atentát na zastupujícího říšského protektora Reinharda Heydricha. Slavíček byl „dodavatelem“ nevyplněných pracovních knížek (tzv. „Arbeitsbuchy“) určených především pro osoby pohybující se v ilegalitě. Spolupracoval např. s Janem Sonnevendem, Alexandrem Minivem a MUDr. Soběslavem Sobkem. Dále získával pro odbojáře potravinové lístky a hlavně dodával i samotné potraviny: maso, kuřata, slepice i mouku získávané z venkova od mimopražských rolníků a řezníků.
Dne 3. července 1942 zatklo gestapo JUDr. Františka Slavíčka v jeho bytě (dnešní ulice Kováků 1811/12).  Spolu s ním byla toho dne zatčena i jeho manželka Marie Slavíčková,  jeho syn Otakar Slavíček (stáří 22 let)  a jeho dcera Ludmila Slavíčková (stáří 17 let).  Celá rodina Slavíčkových byla dne 24. října 1942 popravena v KT Mauthausen.

## Připomínka
- Jeho jméno (Slavíček František JUDr. *11. 1. 1890) a jména jeho příbuzných (Slavíček Otakar *18. 9. 1920, Slavíčková Ludmila *11. 9. 1925, Slavíčková Marie roz. Smečková *3. 10. 1899) jsou uvedena na pomníku při pravoslavném chrámu svatého Cyrila a Metoděje (adresa: Praha 2, Resslova 9a). Pomník byl odhalen 26. ledna 2011 a je součástí Národního památníku obětí heydrichiády.[17][18]
- Na domě číslo popisné 1811 ulice Kováků 12 Praha 5 - Smíchov[19][20] je pamětní deska připomínající JUDr. Františka Slavíčka, Marii Slavíčkovou, Otakara Slavíčka a Ludmilu Slavíčkovou[11] s následujícím textem:[12]

Z TOHOTO DOMU BYLI 3. ČERVENCE 1942 GESTAPEM ODVLEČENI A 24. ŘÍJNA V MAUTHAUSENU ZA POMOC VYKONAVATELŮM ATENTÁTU NA NACISTICKÉHO PROTEKTORA HEYDRICHA POPRAVENI JUDR. FRANTIŠEK SLAVÍČEK S MANŽELKOU MARIÍ, SYNEM OTAKAREM A DCEROU LUDMILOU
pamětní deska, text, 

## Galerie

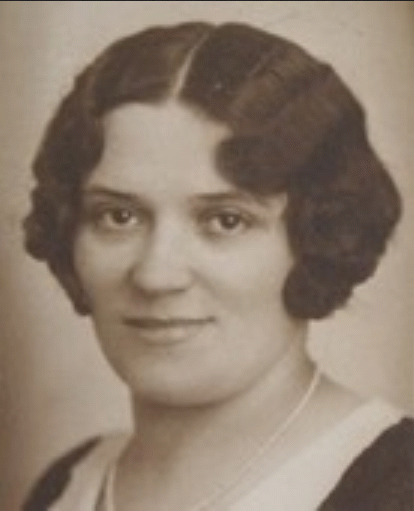
Jeho manželka Marie Slavíčková (foto před rokem 1943)
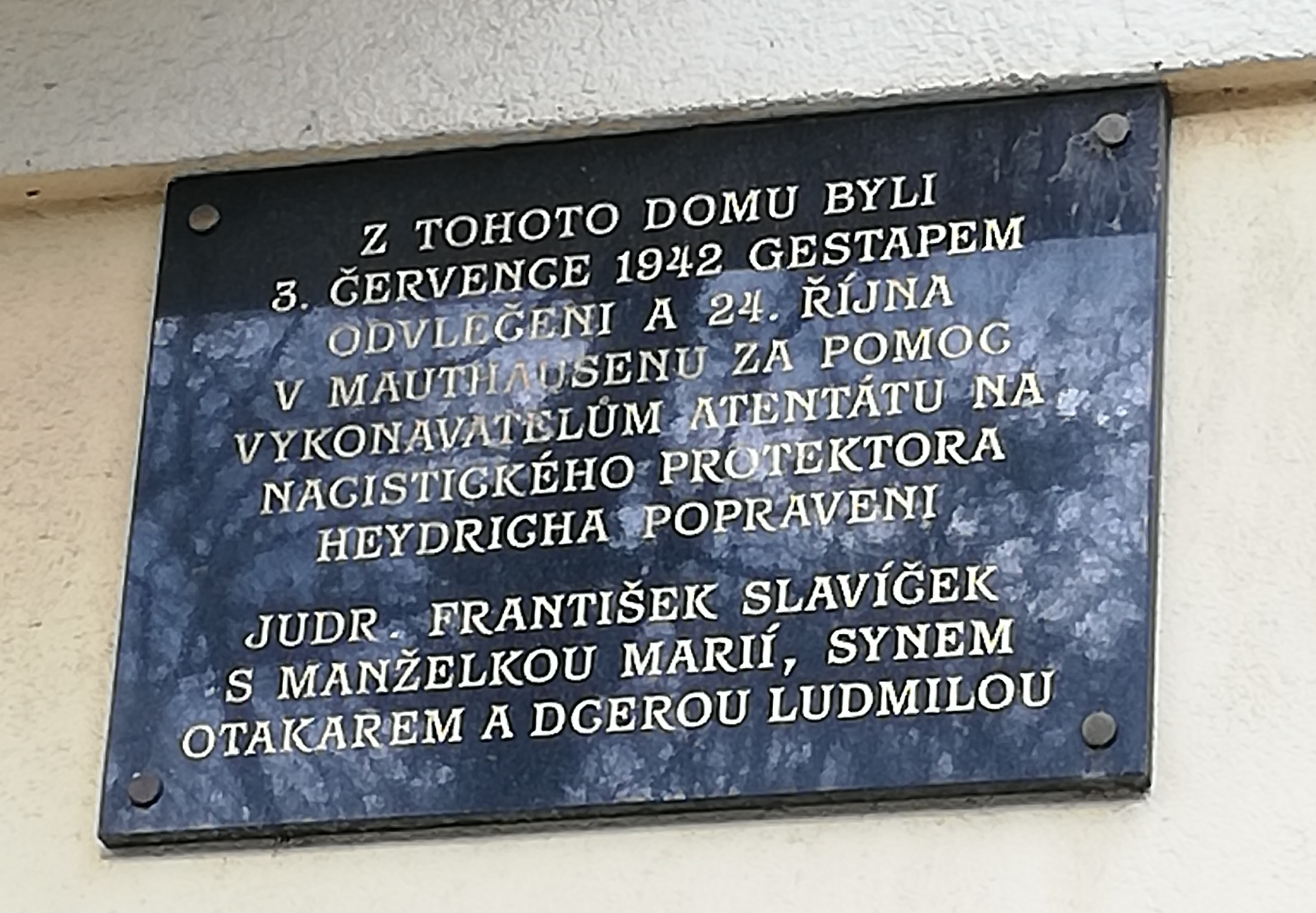
Pamětní deska na domě čp. 1811 ulice Kováků 12 Praha 5 - Smíchov
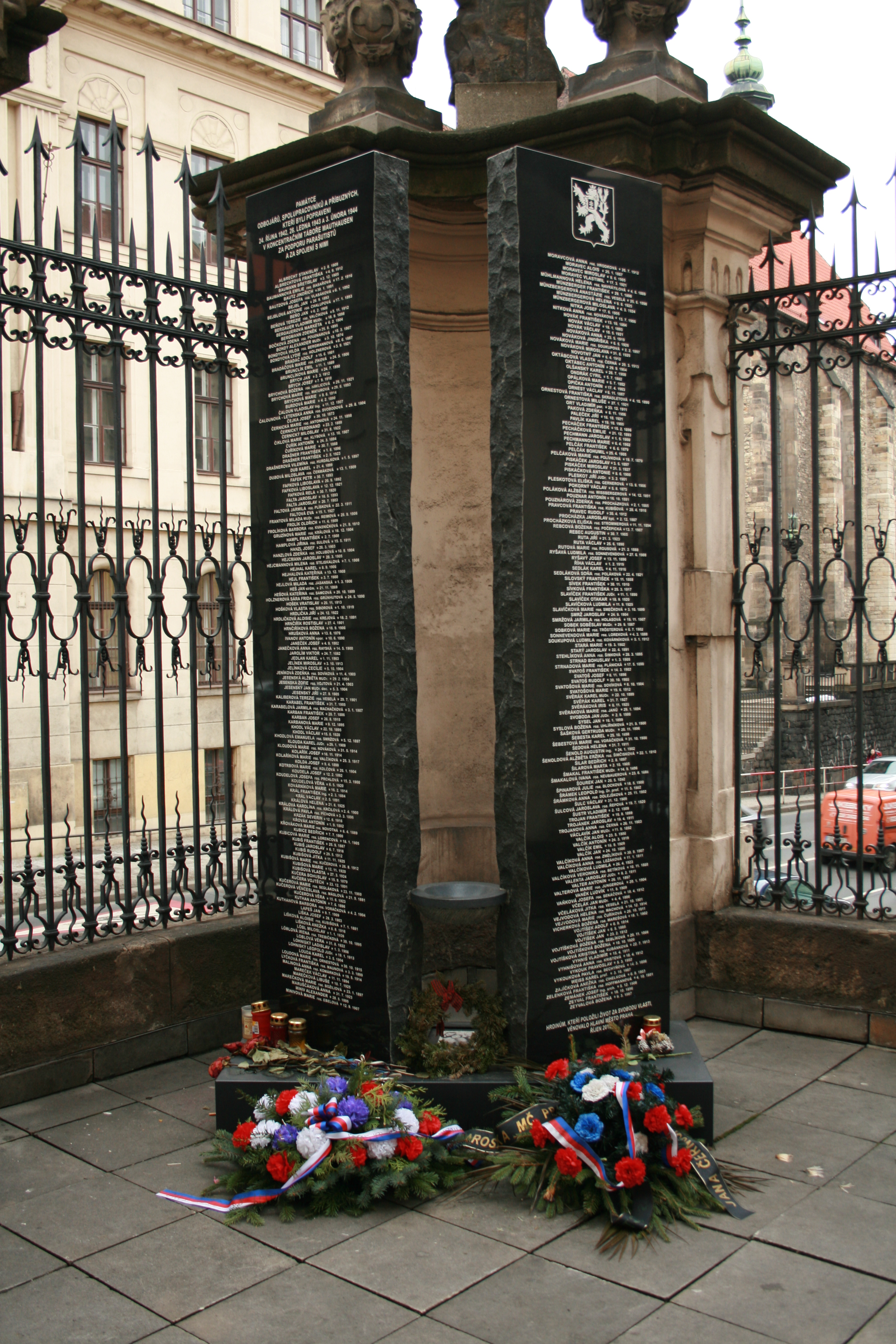
Pomník spolupracovníků parašutistů a jejich rodinných příslušníků na terase kostela sv. Cyrila a Metoděje v Resslově ulici v Praze